# José Celestino Velho
José Celestino Velho – portugalski dyplomata z drugiej połowy XVIII wieku. 25 kwietnia 1781 roku został pierwszym w historii portugalskim konsulem w Rosji.